# Гора Гумбольдта

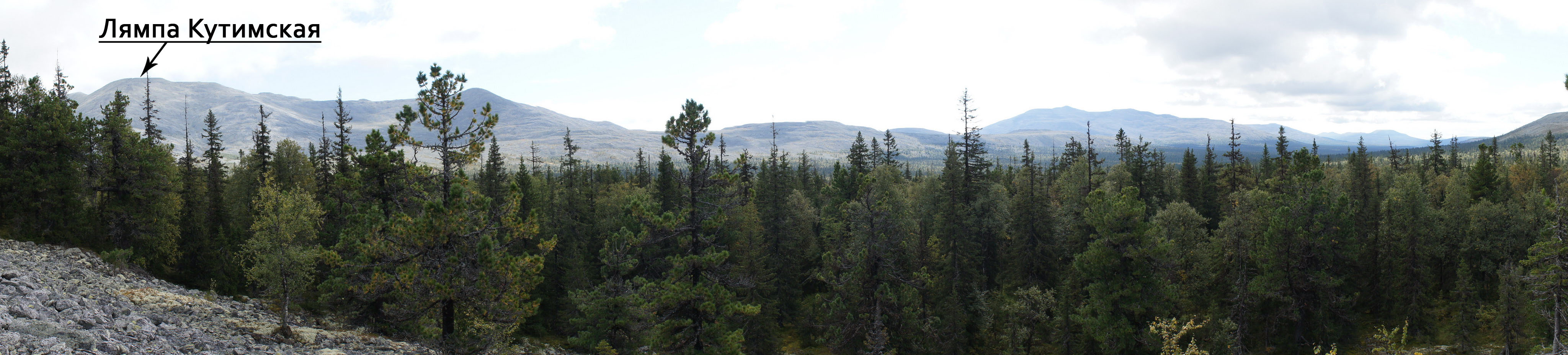
Гора Лямпа Кутимская (Гумбольдта), Главный Уральский хребет

Гора Гумбольдта (Лямпа Кутимская) — гора в России, на границе Свердловской области и Пермского края. Высота 1410,7 м. Пятая по высоте вершина Свердловской области, вторая по высоте вершина Пермского края.

## Местоположение горы
Гора Гумбольдта расположена на границе Североуральского городского округа Свердловской области с Красновишерским городским округом Пермским краем, высшая вершина хребта Главный Уральский с высотой 1410,7 метра. До уровня 800–900 метров склоны покрыты лесом, выше — горная тундра и луга, по вершинам — каменные россыпи и отдельные скальные выходы. Названа в 2001 году по инициативе свердловского филиала Русского географического общества в честь немецкого ученого Александра Гумбольдта (1769–1859). На топографических картах 1950-х годов гора именовалась как Лямпа Кутимская, на туристском сленге имеет название «14–10» или «Пусясхалчахль». У подножия западного склона горы расположено небольшое озеро, откуда берёт своё начало ручей Лямпа Кутимская.